# Estonski povijesni muzej
Estonski povijesni muzej (est.: Eesti Ajaloomuuseum) povijesni je muzej u Tallinnu. Čuva više od 280 000 izložaka vezanih uz povijesni i kulturni razvoj Estonaca, Estonije, ali jednako tako i europskih i svjetskih kultura i civilizacija. Utemeljio ga je gradski ljekarnik Johann Burchart 19. veljače 1864. pod imenom »Domovinski muzej«, na temelju osobne zbirke. Sam Muzej objedinjuje nekoliko ustanova pa tako uklučuje Palaču Maarjamäe, Veliku cehovsku dvoranu, Filmski muzej te Muzej kazališta i glazbe.